# Steiropteris fendleri
Steiropteris fendleri là một loài thực vật có mạch trong họ Thelypteridaceae. Loài này được (D.C. Eaton) Pic. Serm. miêu tả khoa học đầu tiên năm 1973.